# Елизаветполь (Хмельницкая область)
Елизаветполь (укр. Єлизаветпіль) — село в Теофипольском районе Хмельницкой области Украины.
Население по переписи 2001 года составляло 266 человек. Почтовый индекс — 30640. Телефонный код — 3844. Занимает площадь 1471 км². Код КОАТУУ — 6824782002.

## Местный совет
30637, Хмельницкая обл., Теофипольский р-н, с. Гальчинцы, ул. Советская